# Brabancja Północna
Brabancja Północna (niderl. Noord-Brabant [ˈnʊːrd ˈbraːbɑnt]) – prowincja na południu Holandii o powierzchni całkowitej 5 081,76 km². Językiem urzędowym jest język niderlandzki; powszechnie używany jest dialekt brabancki tego języka, podobnie jak w należącej do Belgii Brabancji Flamandzkiej.
Oprócz stolicy administracyjnej ’s-Hertogenbosch ważnymi miastami regionu są m.in.:
- Eindhoven
- Tilburg
- Breda
- Oss
- Helmond
- Vught
- Waalwijk
- Oosterhout
- Bergen op Zoom
- Roosendaal
- Asten

Struktura wyznaniowa
- katolicyzm – 57%
- protestantyzm – 6%
- islam – 4,5%

Siedzibą władz prowincjonalnych jest Provinciehuis w ’s-Hertogenbosch.